# All the Greatest Hits
All the Greatest Hits è un album della band britannica McFly, e fu pubblicato il 5 novembre 2007 come raccolta di tutti i singoli fino ad allora realizzati dalla band. Ci sono anche nuove canzoni sull'album, quali The Heart Never Lies (già singolo),The Way You Make Me Feel e Don't Wake Me Up.
L'album è stato venduto in due versioni: quella normale e la deluxe.

## Tracce

### Greatest Hits
1. 5 Colours In Her Hair
2. All About You
3. Star Girl
4. Obviously
5. The Heart Never Lies (radio edit)
6. Please, Please
7. Room On The 3rd Floor
8. Don't Stop Me Now
9. I'll Be OK
10. That Girl
11. Baby's Coming Back (cover dei Jellyfish)
12. Transylvania
13. The Way You Make Me Feel
14. Don't Wake Me Up

### All the Greatest Hits - Deluxe Fan Edition
1. 5 Colours In Her Hair
2. Obviously
3. That Girl
4. Room On The 3rd Floor
5. All About You
6. I'll Be OK
7. I Wanna Hold You
8. The Ballad Of Paul K
9. Ultraviolet
10. Please, Please
11. Don't Stop Me Now (cover dei Queen)
12. Star Girl
13. Friday Night
14. Sorry's Not Good Enough
15. Transylvania
16. Baby's Coming Back (cover dei Jellyfish)
17. The Heart Never Lies
18. The Way You Make Me Feel
19. Don't Wake Me Up
20. Five Colours In Her Hair (US Version)
21. You've Got a Friend (cover di Carole King)
22. Memory Lane (Live alla Manchester Arena 2006)

## Piazzamenti in classifica
| Classifica (2007)                      | Posizione Più Alta |
| -------------------------------------- | ------------------ |
| Official Albums Chart                  | 4                  |
| Irish Album Chart                      | 20                 |
| U.S. Billboard European Top 100 Albums | 18                 |

| Classifica (2009)     | Posizione Più Alta |
| --------------------- | ------------------ |
| Official Albums Chart | 44                 |